# 33379 Rohandalvi
33379 Rohandalvi este o planetă minoră (asteroid) din centura de asteroizi. A fost descoperită pe 10 februarie 1999 la Experimental Test Site⁠(d) de Lincoln Near-Earth Asteroid Research. 
Obiectul prezintă o orbită caracterizată de o semiaxă mare de 2,3514224 UAi, o excentricitate de 0,12, o înclinație de 3,75444 ° în raport cu ecliptica.